# Impatiens inaperta
Impatiens inaperta är en balsaminväxtart som först beskrevs av Joseph Marie Henry Alfred Perrier de la Bâthie, och fick sitt nu gällande namn av Joseph Marie Henry Alfred Perrier de la Bâthie. Impatiens inaperta ingår i släktet balsaminer, och familjen balsaminväxter. Inga underarter finns listade i Catalogue of Life.